# Marcelo Esponda
Marcelo César Esponda (San Jerónimo Sud, 14 de enero de 2003) es un futbolista argentino, que se desempeña como centrocampista en Aldosivi de la Primera Nacional.

## Trayectoria
Esponda creció en el sector juvenil de Newell's Old Boys con el que debutó el 11 de septiembre de 2022 en el partido de Primera División ganado 2-0 ante Gimnasia (LP).  
Ese mismo partido logró anotar un gol, pero seria anulado.
Unas semanas más tarde firmó su primer contrato profesional. 
Marcó el primer gol de su carrera el 11 de octubre en la victoria por 3-0 en Central Córdoba (SdE). 
El 13 de enero de 2024 fue cedido por una temporada al Aldosivi de la Primera Nacional. El 3 de noviembre de 2024, integrando el plantel de Aldosivi, logra el ascenso a la Primera División.

## Estadísticas
- Actualizado hasta el 03 de noviembre de 2024.

| Newell's Old Boys Argentina | 1.ª                 | 2022                | 8  | 1 | 0 | 0 | 0 | 0 | 8  | 1 |
| Newell's Old Boys Argentina | 1.ª                 | 2023                | 1  | 0 | 0 | 0 | 2 | 0 | 3  | 0 |
| Newell's Old Boys Argentina | Total club          | Total club          | 9  | 1 | 0 | 0 | 2 | 0 | 11 | 1 |
| Aldosivi Argentina | 2.ª                 | 2024                | 31 | 0 | 0 | 0 | — | — | 31 | 0 |
| Aldosivi Argentina | Total club          | Total club          | 31 | 0 | 0 | 0 | 0 | 0 | 31 | 0 |
| Total en su carrera | Total en su carrera | Total en su carrera | 40 | 1 | 0 | 0 | 2 | 0 | 42 | 1 |
| (1) Incluye Copa de la Liga Profesional, Copa Argentina y Supercopa Argentina. (2) Incluye Copa Sudamericana y Copa Libertadores. |                     |                     |    |   |   |   |   |   |    |   |

## Palmarés

### Campeonatos nacionales
| Título             | Club     | País      | Año  |
| ------------------ | -------- | --------- | ---- |
| Primera B Nacional | Aldosivi | Argentina | 2024 |